# Couyère
Couyère é uma comuna francesa na região administrativa da Bretanha, no departamento Ille-et-Vilaine. Estende-se por uma área de 11,61 km². Em 2010 a comuna tinha 474 habitantes (densidade: 40,8 hab./km²).